# 希尔手稿博物馆
希尔博物馆曁手稿图书馆（英語：HMML, Hill Museum & Manuscript Library， 希尔博物馆曁手稿图书馆)是一个位于美国明尼苏达州，拥有世界上最大的手稿影像资料的博物馆。希尔博物馆曁手稿图书馆的使命是识别，数码拍摄，编目，存档位于危险地区的印刷书籍，手稿与手抄本。并且将手稿书籍通过线上目录为全球的用户提供手稿的图像。

## 历史
自1965年以来，希尔博物馆曁手稿图书馆已经与540所图书馆和档案馆，并拍摄了14万本从古代到现代的手稿与印刷书籍，其包含了4千万页手稿。它拥有世界上最大手稿影像资料收藏。希尔博物馆曁手稿图书馆的线上图录，OLIVER, 包括了10.7个条目。它的线上图像图书馆，Vivarium，提供了数字化藏品的图像并为密码保护的图像册提供免费登陆 
希尔博物馆曁手稿图书馆为三个对象服务：社区与图书馆中的面临危险的手稿藏品；研究手稿与文字史的学者；以及对以手稿形式存在的人类知识与艺术创造的公众爱好者。
除手稿收藏之外，希尔博物馆曁手稿图书馆拥有从中世纪至当代的艺术品与稀有印刷图书。 它还是《圣约翰圣经》的本部，《圣约翰圣经》受本笃会圣约翰修道院委托绘制，是自从印刷术发明后的第一本手写手绘的圣经。
自从2003年,由科伦巴·斯图尔特神父，一个来自圣约翰修道院的僧侣在希尔博物馆曁手稿图书馆担任执行馆长。 希尔博物馆曁手稿图书馆由匈牙利建筑师马塞尔·布劳耶设计的阿尔昆图书馆(Alcuin Library)。

## 相关链接
- 希尔手稿博物馆官网 （页面存档备份，存于）
- 希尔博物馆曁手稿图书馆书籍博客 （页面存档备份，存于）
- 希尔博物馆曁手稿图书馆东方史料博客 （页面存档备份，存于）
- 希尔博物馆曁手稿图书馆数码与影像资料博客 （页面存档备份，存于）
- 马耳他博客 （页面存档备份，存于）
- 世界数字图书馆中由希尔博物馆曁手稿图书馆收藏的书籍 （页面存档备份，存于）